# Siglhütte
Die Siglhütte ist eine Selbstversorgerhütte der Sektion Oberland des Deutschen Alpenvereins unterhalb des Wendelstein, welche ausschließlich für Mitglieder der Sektion München und der Sektion Oberland zugänglich ist. Die Siglhütte ist ein unverputzter Bruchsteinbau von 1900.

## Geschichte
Im Sommer 1938 erfuhr die Sektion Oberland von einer Hütte auf der Südseite des Wendelstein (1335 m) knapp unter der Wendelsteinalm. Der Besitzer konnte zum Verkauf der Hütte überredet werden. Beim Notariat in Miesbach wurde das Erbbaurecht nebst Wasserrecht aus einer im Almgelände entspringenden Quelle am 9. Januar 1939 verbrieft. Im Jahr 1959 konnte die Hütte in Zusammenarbeit mit einer unter der Hütte liegenden Almgemeinschaft mit einem Wasseranschluss versorgt werden.

## Zugänge
- Vom Parkplatz Wendelsteinbahn auf markiertem Weg zur Siglhütte, Gehzeit 1,5 Std.
- Vom Sudelfeld – Jugendherberge – Mitterberg – Wendelsteiner Almen, Gehzeit 1,5 Std.
- Auffahrt mit der Wendelsteinbahn, Abstieg zur Siglhütte, Gehzeit 1 Std.[3]

## Übergänge
- Zur Mitteralm, (1200 m) Markiert. Mittelschwere Bergwanderung. Gehzeit 2–2,5 Std.[4]

## Gipfelbesteigungen
- Wendelstein (1838 m), Gehzeit 1:30 Std.
- Lacherspitz (1724 m), Gehzeit 1:30 Std.
- Wildalpjoch (1720 m), Gehzeit 2 Std.
- Breitenstein (1632 m), Gehzeit 3:30 Std.[5]